# Lega anti-mascherine di San Francisco
La Lega anti-mascherine di San Francisco è stata un'organizzazione nata per protestare contro l'obbligo per le persone di San Francisco, in California, di indossare mascherine protettive durante la pandemia di influenza spagnola del 1918.

## Storia
Casi di influenza spagnola iniziarono ad apparire a San Francisco durante l'autunno del 1918. Il primo caso documentato è stato alla fine di settembre; a metà ottobre, la città aveva più di 2 000 casi. Il Dipartimento della Salute della città adottò varie misure per cercare di rallentare il contagio, vietando riunioni, chiudendo scuole e teatri e avvertendo i cittadini di evitare luoghi affollati. I lavoratori a stretto contatto con i clienti (come barbieri, dipendenti di hotel, banchieri, farmacisti, commessi) dovevano indossare obbligatoriamente mascherine protettive. Il 25 ottobre, la città approvò un'ordinanza che imponeva a tutti i residenti di indossare una mascherina quando si era in pubblico o in un gruppo di due o più persone.
Il rispetto dell'ordinanza fu inizialmente elevato, con circa l'80% delle persone che indossavano maschere in pubblico. La Croce Rossa iniziò a vendere maschere al terminal dei traghetti per i passeggeri in arrivo. Chiunque non indossasse una maschera o la indossasse in modo improprio era accusato di disturbo alla quiete pubblica, e in caso di successive violazioni della norma, veniva multato o incarcerato. L'ufficiale sanitario della città e il sindaco pagarono entrambi una multa per non aver indossato maschere durante una partita di boxe.
L'ordinanza fu annullata a partire dal 21 novembre 1918; tuttavia, quando i casi di influenza ricominciarono ad aumentare, un nuovo obbligo di indossare le mascherine entrò in vigore il 17 gennaio 1919.

## Formazione della Lega
Sebbene ci furono alcune lamentele da parte dei cittadini durante il periodo iniziale dell'obbligo, la seconda ordinanza del 1919 ebbe un'opposizione ben più grave, tanto da portare alla formazione di una lega contro l'uso delle mascherine. I membri della lega includevano medici, cittadini, liberali, e almeno un membro del Consiglio delle autorità di vigilanza. Si stima che 4 000-5 000 cittadini parteciparono alla riunione del 25 gennaio. Alcuni membri della lega vollero raccogliere firme per una petizione per porre fine all'obbligo dell'uso delle mascherine, mentre altri vollero avviare una procedura di richiamo per l'ufficiale sanitario della città. I membri della lega anti-mascherine invitarono anche il sindaco di San Francisco, James Rolph Jr., a dimettersi in caso non avesse abrogato l'ordinanza. Il presidente della lega, l'avvocatessa e attivista per i diritti dei lavoratori E.C. Harrington, era una forte critica del sindaco, ed è probabile che le proteste della lega fossero nate principalmente per motivi politici. Il dibattito fu acceso, alcune obiezioni all'ordinanza si basavano su dati scientifici, mentre altre consideravano l'obbligo una violazione delle libertà.
Oltre alle lamentele della Lega anti-mascherine, anche alcuni ufficiali sanitari di altre città sostennero che le mascherine non erano necessarie. L'ufficiale della città di San Francisco ebbe da lamentarsi con il segretario del Dipartimento della Salute dello Stato per aver messo in dubbio l'efficacia delle mascherine, affermando che "L'atteggiamento del Consiglio di Stato sta incoraggiando la Lega anti-mascherine".
Il 27 gennaio, la Lega presentò una petizione, firmata dalla signora E.C. Harrington come presidente, al Consiglio delle autorità di vigilanza della città, chiedendo l'abrogazione dell'ordinanza sulle mascherine. I giornali di tutto il mondo presero atto dell'evoluzione della protesta. Il 1º febbraio 1919 San Francisco revocò l'obbligo dell'uso della mascherina, su raccomandazione del Dipartimento della Salute.

## Analisi e confronti storici
Secondo gli storici della medicina, il declino del numero di morti per influenza spagnola a San Francisco può essere in parte attribuito alle politiche sull'obbligo di indossare le mascherine.
Durante la pandemia di COVID-19 negli Stati Uniti, l'opposizione all'uso delle mascherine e alle misure di lockdown ha portato a fare confronti con la Lega anti-mascherine.